# Richard Attenborough
Richard Attenborough (29. august 1923 – 24. august 2014) var en britisk skuespiller og filminstruktør.
Han vandt to Oscars for Gandhi i 1982.
Fra 1987 til sin død var han Goodwill-ambassadør for UNICEF. En af hans døtre døde i Jordskælvet i Det Indiske Ocean i 2004. Han var storebror til Sir David Attenborough.

## Udvalgte film

### Som instruktør
- Gandhi (1982)
- Chaplin (1992)
- Shadowlands (filmbiografi af C.S. Lewis, 1993)
- Grey Owl (1999)

### Som skuespiller
- Den store flugt (film fra 1963) (1963)
- Jurassic Park (1993)
- The Lost World: Jurassic Park (1997)
- Elizabeth (1998)